# Люди в солдатских шинелях
«Лю́ди в солда́тских шине́лях» (эст. Inimesed sõdurisinelis) — советский широкоэкранный художественный фильм, снятый на студии «Таллинфильм» в 1968 году по мотивам романа «Два „я“ Энна Кальма» Пауля Куусберга.

## Сюжет
О боевом пути бойцов 3-го отделения 1-го взвода 7-й роты 8-го Эстонского стрелкового корпуса во время Второй мировой войны. Действие происходит в период от Великолукской операции ноября 1942 — января 1943 года до Боя у Техумарди 8 октября 1944 года, явившегося завершением первого этапа Моонзундской десантной операции.

## В ролях
- Рудольф Аллаберт — Кальм
- Хейно Раудсик — Тяэгер
- Леонхард Мерзин — Мянд
- Арви Халлик — Вески
- Кенно Оя — Пятый
- Ханс Калдоя — Рауднаск
- Калью Комиссаров — Лоог (на русский дублирует Владислав Баландин)
- Тыну Микивер — Агур
- Рейн Юурик — Тислер
- Андрес Синилилль — 1-й брат-близнец Лийгер
- Пеэтер Синилилль — 2-й брат-близнец Лийгер
- Пеэтер Кард — лейтенант Мати Рейноп
- Ивало Рандалу  — Отто Рунк
- Эльза Ратассепп — мать Кальма

## Прокат
В год выхода картину демонстрировали только в республиках Балтийского региона, в широкий всесоюзный прокат была выпущена через несколько лет.